# Озеранчук Леонід Вікторович
Леоні́д Ві́кторович Озеранчу́к (нар. 1 грудня 1991, смт Томашгород, Рокитнівський район, Рівненська область, Україна — пом. 22 травня 2014, поблизу смт Ольгинка, Волноваський район, Донецька область, Україна) — солдат Збройних сил України, учасник російсько-української війни.

## Життєпис
Леонід Озеранчук народився в селищі міського типу Томашгород на Рівненщині. Навчався у Томашгородському навчально-виховному комплексі «Школа І—ІІІ ст. — ліцей», який закінчив у 2009 році. Того ж року родина Озеранчуків переїхала на постійне проживання в село Осницьк Рокитнівського району. 2011 року Леонід закінчив Сарненське ВПТУ № 22, де здобув спеціальність слюсаря з ремонту автомобілів. З батьком збудували гараж біля хати, влаштували автомайстерню. З 2012 по 2013 рік проходив строкову службу у внутрішніх військах МВС в Автономній Республіці Крим. Після повернення зі служби працював на лісопильній рамі Томашгородського лісництва ДП «Клесівське лісове господарство».
З початком російської збройної агресії проти України призваний до збройних сил за частковою мобілізацією у першій хвилі.
Солдат, розвідник 3-го механізованого батальйону 51-ї окремої механізованої бригади, м. Володимир-Волинський.
Разом із підрозділом у травні 2014 року ніс службу на блокпосту № 10 поблизу смт Ольгинка Волноваського району. Уранці між 4 та 6 годинами 22 травня 2014 року блокпост був атакований проросійськими сепаратистами «ДНР», які під'їхали на інкасаторських машинах, та почали несподіваний масований обстріл із вогнепальної зброї, у тому числі з кулеметів, мінометів, РПГ, ПЗРК. В результаті обстрілу здетонував боєкомплект в одній з бойових машин, що призвело до збільшення людських втрат внаслідок вибуху. У цьому бою загинули 16 бійців 51-ї бригади. 14 жовтня в госпіталі від поранень помер 17-й боєць.
Тіла загиблих під Волновахою двома літаками доставили в Рівненський аеропорт, прощальна церемонія відбулася на військовому полігоні. Серед загиблих троє рівнян: 34-річний водій-санітар з Радивилівщини Андрій Нечипорук та двоє розвідників з Рокитнівського району — 22-річний Віталій Маринич та 23-річний Леонід Озеранчук.
Поховали Леоніда Озеранчука на кладовищі Осницька. Залишилися батьки Віктор і Тетяна Озеранчуки, дві сестри та наречена.

## Нагороди та вшанування
4 червня 2015 року Указом Президента України разом із іншими бойовими побратимами, які загинули із Леонідом Озеранчуком у бою під Волновахою, за особисту мужність і високий професіоналізм, виявлені у захисті державного суверенітету та територіальної цілісності України, вірність військовій присязі, нагороджений медаллю «Захиснику Вітчизни».
У серпні 2014 року в Рокитному біля районного будинку культури відбулося урочисте відкриття стели героям «Небесної сотні» та військовослужбовцям, які загинули в зоні АТО. Окремі стенди присвячені бійцям, котрі загинули на Сході України, Леоніду Озеранчуку та Віталію Мариничу з Рокитного, Станіславу Кулакевичу з села Блажево.
6 листопада 2014 року у Томашгородському ліцеї відкрили меморіальну дошку на честь випускника Леоніда Озеранчука.
13 жовтня 2017 року напередодні свята Покрови Пресвятої Богородиці та Дня захисника Вітчизни у ВПУ № 22 м. Сарни встановили пам'ятний знак — меморіальну дошку на честь випускника навчального закладу Леоніда Озеранчука.